# Doug Ross
Douglas Doug Ross es un personaje de ficción del drama médico ER, interpretado por George Clooney entre 1994 y 1999, con apariciones especiales en 2000 y 2009. Uno de los personajes originales de la serie, caracterizado como un casanova, a la vez que un preocupado y dedicado pediatra, fue uno de los personajes principales durante las primeras cinco temporadas de la serie, donde su relación romántica con la enfermera Carol Hathaway (Julianna Margulies) constituyó uno de los pilares de su trama.

## Creación y desarrollo del personaje
George Clooney no recibió una llamada del casting para participar de la serie. Anteriormente recibe un borrador del guion de parte de un amigo, lo leyó y se interesó en el papel

Me gustan las debilidades en este tipo. Yo puedo interpretarlo.
George Clooney

Neal Baer, quien trabajó en ER, se inspiró en sus experiencias personales para escribir historias para el personaje de Doug Ross. Hizo su residencia en una sala de urgencias y se convirtió en pediatra, lo que lo ayudó a plantear dilemas éticos complicados en la trama del personaje. Finalmente, este fue concebido como un problemático médico pediatra que podía ser autocentrado y tener un genio vivo, evitando tratar con las consecuencias de sus acciones de forma violenta.
Clooney se mantuvo realizando su personaje hasta mediados de la quinta temporada, cuando decide enfocarse en su carrera cinematográfica. Además, expresó que Ross ya no poseía argumentos fuertes que permitieran que siguiera en la serie. Volvió a aparecer en la serie para la salida del personaje de Hathaway, interpretado por Julianna Margulies, y de nuevo junto a ella, para la temporada final de la serie en 2009.

## Biografía

### Vida previa
Doug Ross fue criado por su madre, Sarah, después de su padre, Ray, abandonó a su familia. Aparte de ello, no se tiene mayor información de su pasado, aparte de tener un hijo del que desconoce su nombre, ya que no parece haberlo visto nunca.
En algún momento previo a 1993, Ross comenzó a trabajar en la Sala de urgencias del Hospital County General de Chicago como pediatra con una beca que le permitía especializarse en medicina de urgencias, enfocando su trabajo a la automedicación responsable de niños enfermos. Es buen amigo de la Dra. Susan Lewis y del Dr. Mark Greene, quien es su mejor amigo. Tiene una relación infructuosa con la enfermera Carol Hathaway, que habría detonado el intento de suicidio de ella durante el episodio piloto 24 Hours.

### Primera y segunda temporadas
Su primera aparición ocurre en el Día de San Patricio de 1994, cuando Ross llega ebrio antes de su turno al hospital, por lo que debe ser tratado por Greene para eliminar el alcohol de su sangre. A lo largo de la temporada, intenta infructuosamente reanudar su relación con Hathaway, pero ella lo niega al estar comprometido con el Dr. John Taglieri (Rick Rossovich); por lo que mantiene efímeras relaciones con una agente de viajes y una ejecutiva del departamento de finanzas del hospital. Se lo caracteriza como un médico compasivo, pero no siempre con el mejor criterio, lo que lo lleva a defender a ultranza a sus jóvenes pacientes.
Durante la segunda temporada, en el episodio Hell and High Water, logra salvar a un niño atrapado en un alcantarillado durante una tormenta, llevándolo en un helicóptero de prensa al County General. Semanas antes, Ross se había enfrentado al Dr. Neil Bernstein, jefe del departamento de pediatría, 
por el tratamiento de algunos pacientes, lo que provocó que Bernstein finalizara con la beca de Ross. Sin embargo, luego de salvar al niño y convertirse en un héroe por la prensa, decide renovarle su beca y mantener su trabajo. Esa misma temporada, su padre Ray intenta reconciliarse con él, pero Ross tiene dificultad para volver a conectar con este luego de abandonarlos junto a su madre. 

### Tercera a quinta temporadas
Caracterizado como un mujeriego en las primeras temporadas, sus días como casanova llegan a un abrupto final luego que, tras una aventura de una noche con una mujer, esta resulta ser una epiléptica que le oculta su condición y muere de sobredosis en la sala de urgencias. Sin saber su nombre, decide cambiar su vida y no tiene ninguna relación donde el resto de la temporada, manteniendo una fuerte amistad con Hathaway hasta el episodio One for the Road, cuando reinicia su relación con ella, de forma secreta primero, y luego dada a conocer públicamente durante la Navidad de 1997, en el episodio Do You See What I See?.
Durante la cuarta temporada, la Dra. Kerry Weaver asume como jefa interina de la sala de urgencias, y decide cancelar la beca de Ross si este decide no finalizar su investigación. Luego que Ross decide realizar una rápida desintoxicación en un bebé nacido con adicción a las drogas sin el consentimiento de la madre, Weaver acusa mayores razones para eliminar a Ross del departamento de urgencias. Sin embargo, y luego que Ross estuviera postulando al nuevo puesto de médico pediatra tratante de la sala de urgencias, lo consigue a principios de la quinta temporada, a pesar de la negativa de tanto Greene como de Weaver de apoyar su promoción. Greene, en última instancia, felicita a Ross, mientras Weaver se muestra horrorizada y como una afrenta a su posición interina, sobre todo luego que Ross pide habilitar una sala de examen específica para tratar a sus pacientes.
En el episodio Nobody Doesn't Like Amanda Lee, conoce a Joi Abbott, una madre exhausta que tiene un hijo con una enfermedad terminal. Deciden ayudarlo a tratarlo, consiguiendo una máquina que le administra Dilaudid al niño para el dolor. En el episodio The Storm, Ross le da el código de desbloqueo de la máquina a la madre, para que pueda darle una dosis fatal de droga y darle eutanasia. Luego que el padre llega con el niño moribundo y en paro a la sala de urgencias, y tanto Greene como Weaver y la administración del hospital se enteran del incidente, Ross es investigado y la clínica de Hathaway, desde donde se había conseguido la máquina de medicación, es clausurada momentáneamente. A pesar de que se retiran los cargos contra él, la deteriorada relación profesional de Ross con Greene y Weaver; en el episodio The Storm, Part Two decide renunciar al hospital y mudarse a Seattle, no logrando converse a Hathaway de irse con él.

### Vida posterior
Poco después de renunciar, Hathaway se entera de que se encuentra embarazada de sus dos gemelas y Ross, cuyo personaje ya estaba fuera de pantalla, sigue enviando mensajes para que ella viaje a Seattle. Durante la sexta temporada, en el episodio Great Expectations, Hathaway da a luz a Kate y Tess, solo acompañada por Greene, y ella comienza lentamente a deprimirse debido a su vida de madre soltera. Luego que en el episodio Such Sweet Sorrow, Hathaway trata a una madre con una enfermedad terminal, decide abandonar todo y viajar a Seattle junto a Ross, apareciendo brevemente y sin créditos en aquel episodio.
A pesar de su amistad con Greene, y la existencia de algunos informes que afirman que se le pidió volver para el episodio On the Beach, donde Greene muere, Clooney decidió no volver para no opacar la salida de éste. El personaje de Ross no volvería a aparecer hasta la temporada final, en el episodio Old Times, donde se lo ve trabajando como médico pediatra tratante en el University of Washington Medical Center de Seattle, donde Hathaway trabaja como coordinadora de trasplantes. Allí trata a un joven gravemente herido, cuya abuela (Susan Sarandon) se rehúsa a donar sus órganos. Gracias a sus gestiones, finalmente donan sus órganos, que sin saberlo, terminan ayudando a su excolega y amigo John Carter.

## Recepción
En 2004, Ross fue incluido en los 100 mejores personajes de televisión del canal estadounidense Bravo. Entertainment Weekly colocó a Ross en su lista de los 30 mejores médicos y enfermeras de televisión, Fox News en su lista de los mejores médicos de televisión y la revista Philadelphia en su lista de los 10 mejores médicos de la televisión. Ross también fue incluido por Wetpaint en su lista de los 10 médicos masculinos más calientes de la televisión y BuzzFeed dentro de sus 16 médicos más calientes de la televisión. Su relación con Carol Hathaway fue incluida dentro de la lista de las mejores parejas de televisión de todos los tiempos por AOL TV y TV Guide.
Por su trabajo en la serie, Clooney recibió dos nominaciones a los premios Emmy como Mejor Actor en una serie dramática en 1995 y 1996;  y también fue nominado a tres Globos de Oro al mejor actor en una serie dramática en 1995, 1996 y 1997.